# Alto Alegre dos Parecis
Alto Alegre dos Parecis är en kommun i Brasilien.   Den ligger i delstaten Rondônia, i den centrala delen av landet, 1 600 km väster om huvudstaden Brasília. Antalet invånare är 12 826.
I omgivningarna runt Alto Alegre dos Parecis växer i huvudsak städsegrön lövskog. Runt Alto Alegre dos Parecis är det mycket glesbefolkat, med 3 invånare per kvadratkilometer.